# FC Hlinsko
FC Hlinsko je český fotbalový klub z Hlinska v Pardubickém kraji, od sezony 2019/20 účastník divize C (4. nejvyšší soutěž). Byl založen v roce 1905.
Klubovými barvami jsou zelená a bílá.

## Historie klubu
Fotbalový klub v Hlinsku byl založen v roce 1905 jako Sparta Hlinsko. Po celou dobu působení ve fotbalových soutěžích se klub pohyboval na úrovni oblastních soutěží východních Čech. Nejúspěšnější érou klubu jsou pak 80. léta 20. století, kdy se nejprve v roce 1980 probojoval do čtvrtfinále Českého poháru a v roce 1984 dokonce postoupil do 2. ČNFL, tedy do třetí ligy, kde ovšem působil pouze jeden ročník a následně sestoupil. Nyní klub stabilně působí v divizi C.

### Český pohár 1980/81
- 1. kolo, Spartak Hlinsko (IV.) – Transporta Chrudim (III.) 2:1
- 2. kolo (6.8.1980), Spartak Hlinsko – Spartak Pelhřimov (III.) 2:0 (0:0)[2]
- 3. kolo (20.8.1980), Spartak Hlinsko – TŽ Třinec (II.) 2:1 (1:0), branky: Jun, Ročňák – Kluz[3]
- 4. kolo (3.9.1980), Spartak Hlinsko – Baník OKD Ostrava (I., úřadující mistr ligy) 1:1 (0:0, 1:1) po prodloužení, PK 7:6, branky: Ročňák – 88. Daněk[4]
- Čtvrtfinále (12.11.1980), Spartak Hlinsko – Dukla Praha (I.) 1:2 (0:0, 0:2) po prodloužení, branky: 118. Bláha – 100. Gajdůšek, 104. (PK) Vízek[5]

## Známí odchovanci
Mezi známá jména, které vychoval zdejší klub patří: František Jílek, František Jůn, František Šíla, Petr Popelka, Jiří Ročňák ml., Miroslav Osvald, Tomáš Bouška.

## Historické názvy
- 1905 – Sparta Hlinsko
- 1919 – SK Hlinsko (Sportovní klub Hlinsko)
- 1951 – TJ Spartak Hlinsko (Tělovýchovná jednota Spartak Hlinsko)
- 19?? – TJ Spartak EP Hlinsko (Tělovýchovná jednota Spartak Elektro-Praga Hlinsko)
- 1993 – FC Spartak Dekora Hlinsko (Football Club Spartak Dekora Hlinsko)
- 1995 – FC Spartak Hlinsko (Football Club Spartak Hlinsko)
- 1996 – FC Hlinsko (Football Club Hlinsko)

## Umístění v jednotlivých sezonách
Stručný přehled
- 1969–1972: Východočeský oblastní přebor
- 1972–1976: Východočeský krajský přebor
- 1976–1978: I. A třída Východočeského kraje
- 1978–1981: Východočeský krajský přebor
- 1981–1984: Divize C
- 1984–1985: II. ČNFL – sk. B
- 1985–1987: Divize D
- 1987–1991: Východočeský krajský přebor
- 1991–2001: Východočeský oblastní přebor
- 2001–2002: I. A třída Východočeské oblasti – sk. Jih
- 2002–2003: I. A třída Pardubického kraje
- 2003–2006: Přebor Pardubického kraje
- 2006–2007: Divize C
- 2007–dosud: Přebor Pardubického kraje

Jednotlivé ročníky
Legenda: Z – zápasy, V – výhry, R – remízy, P – porážky, VG – vstřelené góly, OG – obdržené góly, +/− – rozdíl skóre, B – body, červené podbarvení – sestup, zelené podbarvení – postup, fialové podbarvení – reorganizace, změna skupiny či soutěže
| Československo (1969 – 1993) |                                           |        |    |     |       |     |     |     |     |    |        |
| Sezóny                       | Liga                                      | Úroveň | Z  | V   | R     | P   | VG  | OG  | +/− | B  | Pozice |
| 1969/70                      | Východočeský oblastní přebor              | 5      | 26 | 9   | 7     | 10  | 28  | 31  | −3  | 25 | 9.     |
| 1970/71                      | Východočeský oblastní přebor              | 5      | 26 | 7   | 9     | 10  | 23  | 30  | −7  | 23 | 9.     |
| 1971/72                      | Východočeský oblastní přebor              | 5      | 26 | 11  | 8     | 7   | 47  | 33  | +14 | 30 | 5.     |
| 1972/73                      | Východočeský krajský přebor               | 5      | 26 | 11  | 10    | 5   | 38  | 22  | +16 | 32 | 2.     |
| 1973/74                      | Východočeský krajský přebor               | 5      | 26 | 12  | 10    | 4   | 40  | 25  | +15 | 34 | 2.     |
| 1974/75                      | Východočeský krajský přebor               | 5      | 26 | 12  | 10    | 4   | 46  | 26  | +20 | 34 | 4.     |
| 1975/76                      | Východočeský krajský přebor               | 5      | 26 | 6   | 6     | 14  | 20  | 41  | −21 | 18 | 13.    |
| 1976/77                      | I. A třída Východočeského kraje           | 6      | 26 | ... | ...   | ... | ... | ... | ... |    |        |
| 1977/78                      | I. A třída Východočeského kraje           | 5      | 26 | ... | ...   | ... | ... | ... | ... |    | 1.     |
| 1978/79                      | Východočeský krajský přebor               | 4      | 26 | 13  | 3     | 10  | 40  | 24  | +16 | 29 | 5.     |
| 1979/80                      | Východočeský krajský přebor               | 4      | 26 | 13  | 4     | 9   | 59  | 35  | +24 | 30 | 3.     |
| 1980/81                      | Východočeský krajský přebor               | 4      | 26 | ... | ...   | ... | ... | ... | ... |    | 1.     |
| 1981/82                      | Divize C                                  | 4      | 26 | 12  | 5     | 9   | 39  | 33  | +6  | 29 | 4.     |
| 1982/83                      | Divize C                                  | 4      | 26 | 11  | 5     | 10  | 34  | 26  | +8  | 27 | 6.     |
| 1983/84                      | Divize C                                  | 4      | 26 | 16  | 3     | 7   | 53  | 29  | +24 | 35 | 1.     |
| 1984/85                      | II. ČNFL – sk. B                          | 3      | 30 | 5   | 10    | 15  | 35  | 56  | −21 | 20 | 15.    |
| 1985/86                      | Divize D                                  | 4      | 30 | 12  | 3     | 15  | 45  | 54  | −9  | 27 | 12.    |
| 1986/87                      | Divize D                                  | 4      | 30 | 7   | 8     | 15  | 38  | 54  | −16 | 22 | 16.    |
| 1987/88                      | Východočeský krajský přebor               | 5      | 26 | 12  | 4     | 10  | 41  | 36  | +5  | 28 | 3.     |
| 1988/89                      | Východočeský krajský přebor               | 5      | 26 | ... | ...   | ... | ... | ... | ... |    |        |
| 1989/90                      | Východočeský krajský přebor               | 5      | 30 | 19  | 4     | 7   | 47  | 31  | +16 | 42 | 2.     |
| 1990/91                      | Východočeský krajský přebor               | 5      | 30 | 15  | 8     | 7   | 47  | 26  | +21 | 38 | 4.     |
| 1991/92                      | Východočeský oblastní přebor              | 5      | 26 | ... | ...   | ... | ... | ... | ... |    |        |
| 1992/93                      | Východočeský oblastní přebor              | 5      | 26 | 10  | 7     | 9   | 26  | 21  | +5  | 27 | 6.     |
| Česko (1993 – )              |                                           |        |    |     |       |     |     |     |     |    |        |
| Sezóny                       | Liga                                      | Úroveň | Z  | V   | R     | P   | VG  | OG  | +/− | B  | Pozice |
| 1993/94                      | Východočeský oblastní přebor              | 5      | 26 | 11  | 8     | 7   | 28  | 24  | +4  | 30 | 4.     |
| 1994/95                      | Východočeský oblastní přebor              | 5      | 26 | 6   | 8     | 12  | 38  | 42  | −4  | 26 | 12.    |
| 1995/96                      | Východočeský oblastní přebor              | 5      | 30 | 12  | 4     | 14  | 47  | 52  | −5  | 40 | 11.    |
| 1996/97                      | Východočeský oblastní přebor              | 5      | 30 | 9   | 8     | 13  | 35  | 42  | −7  | 35 | 12.    |
| 1997/98                      | Východočeský oblastní přebor              | 5      | 30 | 11  | 7     | 12  | 47  | 36  | +11 | 40 | 9.     |
| 1998/99                      | Východočeský oblastní přebor              | 5      | 30 | 12  | 4     | 14  | 49  | 60  | −11 | 40 | 8.     |
| 1999/00                      | Východočeský oblastní přebor              | 5      | 30 | 11  | 4     | 15  | 56  | 54  | +2  | 37 | 10.    |
| 2000/01                      | Východočeský oblastní přebor              | 5      | 30 | 6   | 7     | 17  | 34  | 70  | −36 | 25 | 16.    |
| 2001/02                      | I. A třída Východočeské oblasti – sk. Jih | 6      | 26 | 10  | 5     | 11  | 38  | 42  | −4  | 35 | 8.     |
| 2002/03                      | I. A třída Pardubického kraje             | 6      | 26 | ... | ...   | ... | ... | ... | ... |    | 1.     |
| 2003/04                      | Přebor Pardubického kraje                 | 5      | 26 | 11  | 7     | 8   | 61  | 39  | +22 | 40 | 6.     |
| 2004/05                      | Přebor Pardubického kraje                 | 5      | 26 | 12  | 5     | 9   | 54  | 33  | +21 | 41 | 2.     |
| 2005/06                      | Přebor Pardubického kraje                 | 5      | 26 | 15  | 5     | 6   | 55  | 28  | +27 | 50 | 1.     |
| 2006/07                      | Divize C                                  | 4      | 30 | 9   | 6     | 15  | 47  | 64  | −17 | 33 | 14.    |
| 2007/08                      | Přebor Pardubického kraje                 | 5      | 30 | 15  | 7     | 8   | 53  | 32  | +21 | 52 | 2.     |
| 2008/09                      | Přebor Pardubického kraje                 | 5      | 30 | 15  | 3     | 12  | 59  | 37  | +22 | 48 | 5.     |
| 2009/10                      | Přebor Pardubického kraje                 | 5      | 30 | 15  | 7     | 8   | 72  | 46  | +26 | 52 | 3.     |
| 2010/11                      | Přebor Pardubického kraje                 | 5      | 30 | 13  | 5     | 12  | 41  | 44  | −3  | 44 | 5.     |
| 2011/12                      | Přebor Pardubického kraje                 | 5      | 30 | 11  | 5     | 14  | 50  | 56  | −6  | 38 | 12.    |
| 2011/12                      | Přebor Pardubického kraje                 | 5      | 30 | 14  | 6     | 10  | 47  | 41  | +6  | 48 | 3.     |
| 2013/14                      | Přebor Pardubického kraje                 | 5      | 30 | 16  | 3     | 11  | 48  | 38  | +10 | 51 | 5.     |
| 2014/15                      | Přebor Pardubického kraje                 | 5      | 30 | 10  | 1 / 5 | 14  | 45  | 47  | −2  | 37 | 11.    |
| 2015/16                      | Přebor Pardubického kraje                 | 5      | 30 | 9   | 0 / 8 | 13  | 44  | 44  | 0   | 35 | 7.     |
| 2016/17                      | Přebor Pardubického kraje                 | 5      | 30 | 13  | 1 / 4 | 12  | 54  | 52  | +2  | 45 | 7.     |
| 2017/18                      | Přebor Pardubického kraje                 | 5      | 30 | 14  | 3 / 2 | 11  | 49  | 43  | +6  | 50 | 6.     |
| 2018/19                      | Přebor Pardubického kraje                 | 5      | 30 | 17  | 3 / 4 | 6   | 76  | 40  | +36 | 58 | 3.     |
| ** 2019/20                   | Divize C                                  | 4      | 16 | 6   | 2 / 1 | 7   | 27  | 24  | +3  | 23 | 10.    |
| ** 2020/21                   | Divize C                                  | 4      | 8  | 4   | 0     | 4   | 7   | 12  | -5  | 11 | 10.    |
| 2021/22                      | Divize C                                  | 4      | 30 | 9   | 7     | 14  | 41  | 54  | -13 | 34 | 10.    |
| 2022/23                      | Divize C                                  | 4      | 30 | 16  | 2     | 12  | 56  | 53  | -3  | 50 | 5.     |
| 2023/24                      | Divize C                                  | 4      | 30 | 9   | 7     | 14  | 40  | 46  | -6  | 34 | 12.    |
| 2024/25                      | Divize C                                  | 4      | 30 | 11  | 4     | 15  | 39  | 52  | -13 | 37 | 11.    |

Poznámky:
- Od ročníku 2014/15 včetně se hraje v Pardubickém kraji tímto způsobem: Pokud zápas skončí nerozhodně, kope se penaltový rozstřel. Jeho vítěz bere 2 body, poražený pak jeden bod. Za výhru po 90 minutách jsou 3 body, za prohru po 90 minutách není žádný bod.[11][12]

**= sezona předčasně ukončena z důvodu pandemie covidu-19